# Pseudophilotes claraesimilis
Pseudophilotes claraesimilis är en fjärilsart som beskrevs av Ruggero Verity 1943. Pseudophilotes claraesimilis ingår i släktet Pseudophilotes och familjen juvelvingar. Inga underarter finns listade.